# Statistiche e record del Delfino Pescara 1936

## Statistiche di squadra

### Partecipazione ai campionati nazionali
| Livello | Categoria                                   | Partecipazioni | Debutto   | Ultima stagione | Totale |
| ------- | ------------------------------------------- | -------------- | --------- | --------------- | ------ |
| 1º      | Serie A                                     | 7              | 1977-1978 | 2016-2017       | 7      |
| 2º      | Serie A-B                                   | 1              | 1945-1946 | 1945-1946       | 39     |
| 2º      | Serie B                                     | 38             | 1941-1942 | 2019-2020       | 39     |
| 3º      | Serie C                                     | 21             | 1938-1939 | 2022-2023       | 27     |
| 3º      | Serie C1                                    | 6              | 1982-1983 | 2009-2010       | 27     |
| 4º      | Prima Divisione                             | 1              | 1937-1938 | 1937-1938       | 10     |
| 4º      | Promozione                                  | 2              | 1950-1951 | 1951-1952       | 10     |
| 4º      | IV Serie                                    | 5              | 1952-1953 | 1956-1957       | 10     |
| 4º      | Campionato Interregionale - Prima Categoria | 1              | 1957-1958 | 1957-1958       | 10     |
| 4º      | Serie D                                     | 1              | 1972-1973 | 1972-1973       | 10     |

### Partecipazione ai campionati regionali
| Livello | Categoria         | Partecipazioni | Debutto   | Ultima stagione | Totale |
| ------- | ----------------- | -------------- | --------- | --------------- | ------ |
| 5°      | Seconda Divisione | 1              | 1936-1937 | 1936-1937       | 1      |

### Partecipazione alle coppe nazionali
| Competizione                            | Partecipazioni | Debutto   | Ultima stagione | Totale |
| --------------------------------------- | -------------- | --------- | --------------- | ------ |
| Coppa Italia                            | 50             | 1938-1939 | 2019-2020       | 57     |
| Coppa Italia Semiprofessionisti/Serie C | 7              | 1973-1974 | 2009-2010       | 57     |

### Partecipazione alle coppe internazionali
| Competizione         | Partecipazioni | Debutto   | Ultima stagione | Totale |
| -------------------- | -------------- | --------- | --------------- | ------ |
| Coppa Mitropa        | 1              | 1987-1988 | 1987-1988       | 2      |
| Coppa Anglo-Italiana | 1              | 1993-1994 | 1993-1994       | 2      |

## Statistiche individuali

### Lista dei capitani
| Calciatore               | Ruolo | Stagioni al club                 | Stagioni da capitano      | Presenze | Reti |
| ------------------------ | ----- | -------------------------------- | ------------------------- | -------- | ---- |
| …                        |       |                                  |                           |          |      |
| Mario Tontodonati        | A     | 1940-1943, 1945-1946 e 1953-1959 | 1954-1959 (5)             | 166+     | 120  |
| …                        |       |                                  |                           |          |      |
| Angelo Misani            | C     | 1963-1968                        | 1966-1968 (2)             | 136      | 4    |
| Mario Cantarelli         | D     | 1964-1965 e 1967-1969            | 1968-1969 (1)             | 80       | 0    |
| Edmondo Prosperi         | D     | 1964-1975                        | 1969-1975 (6)             | 204      | 14   |
| Vincenzo Zucchini        | C     | 1973-1979                        | 1975-1979 (4)             | 185      | 24   |
| Bruno Nobili             | C     | 1974-1982                        | 1979-1982 (3)             | 248      | 38   |
| Giorgio Repetto          | C     | 1975-1980 e 1982-1983            | 1982-1983 (1)             | 181      | 8    |
| Siro D'Alessandro        | C     | 1980-1984                        | 1983-1984 (1)             | 146      | 3    |
| Giorgio Roselli          | C     | 1983-1986                        | 1984-1986 (2)             | 98       | 14   |
| Gian Piero Gasperini     | C     | 1985-1990                        | 1986-1987 (1)             | 160      | 21   |
| Júnior                   | C     | 1987-1989                        | 1987-1989 (2)             | 62       | 6    |
| Edmar                    | A     | 1988-1991                        | 1989-1990 (1)             | 54       | 6    |
| Andrea Camplone          | D     | 1984-1992                        | 1990-1992 (2)             | 188      | 1    |
| Giacomo Dicara           | D     | 1986-1990, 1991-1994 e 2003-2005 | 1992-1994 e 2004-2005 (3) | 208      | 6    |
| Salvatore Antonio Nobile | D     | 1991-1996                        | 1994-1996 (2)             | 147      | 12   |
| Michele Gelsi            | C     | 1989-1992 e 1994-2000            | 1996-1999 (3)             | 305      | 49   |
| Massimiliano Allegri     | C     | 1991-1993 e 1998-2000            | 1999-2000 (1)             | 110      | 20   |
| Federico Giampaolo       | A     | 1994-1997, 1999-2001 e 2002-2005 | 2000-2001 (1)             | 253      | 68   |
| Ottavio Palladini        | C     | 1992-1998 e 2000-2004            | 2001-2004 (3)             | 322      | 48   |
| Carlo Luisi              | C     | 2003-2004 e 2005-2006            | 2005-2006 (1)             | 46       | 0    |
| Daniele Delli Carri      | D     | 2005-2007                        | 2006-2007 (1)             | 59       | 2    |
| Fabrizio Caracciolo      | C     | 2001 e 2007-2008                 | 2007-2008 (1)             | 37       | 2    |
| Marco Pomante            | D     | 2000-2003, 2004-2006 e 2007-2009 | 2008-2009 (1)             | 79       | 0    |
| Samuele Olivi            | D     | 2009-2011                        | 2009-2011 (2)             | 57       | 7    |
| Marco Sansovini          | A     | 2007-2008, 2009-2012 e 2015-2016 | 2011-2012 (1)             | 159      | 53   |
| Emmanuel Cascione        | C     | 2010-2013                        | 2012-2013 (1)             | 99       | 11   |
| Giuseppe Sculli          | A     | 2013                             | 2013 (1)                  | 10       | 1    |
| Antonio Balzano          | D     | 2011-2014 e 2017-                | 2013-2014 (1)             | 140      | 1    |
| Riccardo Maniero         | A     | 2010-2012, 2013-2015, 2019-      | 2014-2015 (1)             | 83       | 32   |
| Roberto Guana            | C     | 2014                             | 2014 (1)                  | 8        | 0    |
| Ledian Memushaj          | C     | 2014-2017 e 2018-                | 2015-2017 (3)             | 137      | 20   |
| Gastón Brugman           | C     | 2012-2013, 2013-2015 e 2016-2019 | 2017-2019 (2)             | 153      | 18   |
| Vincenzo Fiorillo        | P     | 2014-                            | 2019- (1)                 | 141      | -191 |

Dati aggiornati al 14 ottobre 2019.

### Record di presenze
- 322  Ottavio Palladini (1992-1998, 2000-2004)
- 305  Michele Gelsi (1989-1992, 1994-2000)
- 295  Gianfranco De Marchi (1966-1976)
- 257  Federico Giampaolo (1994-1997, 1999-2001, 2002-2005)
- 248  Bruno Nobili (1974-1982)
- 208  Giacomo Dicara (1986-1990, 1991-1994, 2003-2005)
- 200  Vincenzo Fiorillo (2014-in corso)
- 193  Stefano Ferretti (1987-1994)
- 191  Vincenzo Magni (1960-1966)
- 188  Andrea Camplone (1984-1992)
- 185  Vincenzo Zucchini (1973-1979)

| Serie A - 62 Stefano Ferretti (1987-1989, 1992-1993) 62 Júnior (1987-1989) - 60 Cristiano Bergodi (1987-1989) 60 Rocco Pagano (1987-1989) - 59 Gianluca Caprari (2012-2013, 2016-2017) 59 Gian Piero Gasperini (1987-1989) - 56 Giacomo Dicara (1987-1989, 1992-1993) 56 Franco Marchegiani (1987-1989) - 54 Primo Berlinghieri (1987-1989) - 52 Bruno Nobili (1977-1978, 1979-1980) 52 Giorgio Repetto (1977-1978, 1979-1980) | Serie B - 305 Michele Gelsi (1989-1992, 1994-2000) - 237 Ottavio Palladini (1993-1994, 2000-2001, 2003-2004) - 230 Federico Giampaolo (1994-1997, 1999-2001, 2003-2005) - 198 Bruno Nobili (1974-1977, 1978-1979, 1980-1982) - 177 Michele Zanutta (1995-2001) - 154 Giacomo Dicara (1986-1987, 1989-1990, 1991-1992, 1993-1994, 2003-2005) - 138 Vincenzo Zucchini (1974-1977, 1978-1979) - 136 Andrea Camplone (1984-1987, 1989-1992) - 132 Vincenzo Fiorillo (2014-2016, 2017-) - 131 Stefano Ferretti (1989-1992, 1993-1994) |

### Record di reti
| Campionato - 120 Mario Tontodonati (1940-1943, 1945-1946, 1953-1959) - 65 Federico Giampaolo (1994-1997, 1999-2001, 2002-2005) - 54 Marco Sansovini (2007-2008, 2009-2012, 2015-2016) - 49 Michele Gelsi (1989-1992, 1994-2000) - 48 Ottavio Palladini (1992-1998, 2000-2004) - 45 Giuseppe Rinaldi (1945-1949) - 38 Bruno Nobili (1975-1982) - 34 Stefano Rebonato (1983-1984, 1985-1987) - 32 Gianluca Caprari (2012-2013, 2014-2017) 32 Riccardo Maniero (2010-2012, 2013-2015, 2019-) | Coppa Italia - 7 Bruno Nobili (1974-1982) 7 Tita (1988-1989) - 6 Ivan Tisci (1997-1999, 1999, 2000-2002) - 5 Júnior (1987-1989) 5 Blaž Slišković (1987-1988, 1992-1993) - 4 Gian Piero Gasperini (1985-1990) 4 Federico Giampaolo (1994-1997, 1999-2001, 2002-2005) 4 Riccardo Maniero (2010-2012, 2014-2015, 2019-) 4 Rocco Pagano (1985-1990, 1991-1992) 4 Dragan Vukoja (1999-2001) |

| Serie A - 12 Massimiliano Allegri (1992-1993) - 11 Gianluca Caprari (2012-2013, 2016-2017) - 10 Gian Piero Gasperini (1987-1989) 10 Bruno Nobili (1977-1978, 1979-1980) - 9 Stefano Borgonovo (1992-1993) 9 Blaž Slišković (1987-1988, 1992-1993) 9 Tita (1988-1989) - 7 Primo Berlinghieri (1987-1989) - 6 Ahmad Benali (2016-2017) 6 Júnior (1987-1989) 6 Rocco Pagano (1987-1989) 6 Ottavio Palladini (1992-1993) | Serie B - 56 Federico Giampaolo (1994-1997, 1999-2001, 2003-2005) - 45 Giuseppe Rinaldi (1946-1949) - 44 Michele Gelsi (1989-1992, 1994-2000) - 34 Stefano Rebonato (1983-1984, 1985-1987) - 33 Marco Sansovini (2009-2012, 2015-2016) - 32 Riccardo Maniero (2010-2012, 2013-2015, 2019-) - 30 Gianluca Lapadula (2015-2016) 30 Ottavio Palladini (1993-1994, 2000-2001, 2003-2004) - 28 Ciro Immobile (2011-2012) 28 Leonardo Mancuso (2017-2019) 28 Bruno Nobili (1974-1977, 1978-1979, 1980-1982) |

Dati aggiornati al 14 ottobre 2019.